# Dorylus orientalis
Dorylus orientalis är en myrart som beskrevs av John Obadiah Westwood 1835. Dorylus orientalis ingår i släktet Dorylus och familjen myror.

## Underarter
Arten delas in i följande underarter:
- D. o. obscuriceps
- D. o. orientalis